# 皮氏斑鮃
皮氏斑鮃為輻鰭魚綱鰈形目鰈亞目牙鮃科的其中一種，分布於東南太平洋秘魯海域，棲息在底層深水域，以底棲生物為食，生活習性不明。